# 白集漢畫像石墓
白集漢畫像石墓位於江蘇省徐州市賈汪區青山泉鎮白集村，1965年冬由南京博物院發掘清理，2006年6月被列入第六批全國重點文物保護單位，歸入徐州漢墓群。
該墓葬由祠堂和墓室兩部分組成，所用材料均為本地盛產的青石。祠堂在前，墓室在後，兩者相距8.56米，位於同一條中軸線上。墓葬早年曾遭盜擾，發掘時祠堂僅部分保存，墓室頂部藻井亦遭破壞，隨葬物品被盜掘，墓室內填滿淤土，但墓葬結構大體完整，畫像石刻內容豐富。
祠堂門朝向正南，現存部分寬2.19米，進深1.5米，山牆高1.98米，頂部已坍塌，祠堂地面為兩塊平鋪的石板，東西山牆及後壁均由整塊石板築成。
墓室位於祠堂後，分為前室、中室、後室三主室，其中中室東西兩側各附有一耳室，後室由石板分割為東西兩室。墓門朝南，墓室全長8.85米。

## 参看
- 南京博物院，《徐州青山泉白集東漢畫像石墓》，見《考古》，1981年第二期。